# Бродское сельское поселение (Мошенской район)
Бродское сельское поселение — упразднённое с 12 апреля 2010 года муниципальное образование в Мошенском муниципальном районе Новгородской области России.
Административным центром была деревня Броди.
Бродский сельский округ включал в себя следующие населенные пункты:
д. Ананьевское;
д. Базарово;
д. Безгодково;
д. Броди;
д. Воротово;
д. Игнатьевское;
д. Колчигино;
д. Крепужиха;
д. Раменье;
д. Село.
Общая площадь территории — 262,8 га.
Численность населения: 212 человек (2010 год).
Бродский сельсовет появился после ликвидации Ореховского в 20 сентября 1931 года. Упразднен с 12 апреля 2010 года.